# Wolfger von Prüfening
Wolfger von Prüfening († nach 1173) war Mönch, Bibliothekar und Gelehrter im Kloster Prüfening.

## Leben
Mit Abt Erbo I. (1121–1163) erhielt im Jahr 1121 das bayerische Benediktinerkloster Prüfening (in Regensburg) einen Mönch aus St. Georgen im Schwarzwald, den Lieblingsschüler des dortigen Abtes Theoger (1088–1119). Unter Erbo war nun Wolfger Mönch in Prüfening auch Bibliothekar der dortigen Mönchsgemeinschaft, sein Wirken wird ab 1130 sichtbar.
Wolfger selbst stammte aus Bamberg, wo er seine Ausbildung erhielt und wahrscheinlich Mönch auf dem Michelsberg wurde. Er soll um die Mitte des 12. Jahrhunderts einen Bibliothekskatalog angefertigt, ebenso das Prüfeninger Annalenwerk fortgesetzt haben. Er war Urkundenschreiber für Prüfening und an einer Abschrift des Liber Algorismi beteiligt, einer der frühesten, im christlichen Europa verfassten Anleitungen zum Gebrauch arabischer Ziffern einschließlich der Null. Wolfger hat wohl zwischen 1140 und 1146 die Vita Ottonis, die Lebensbeschreibung des heiligen Bischofs Otto I. von Bamberg (1102–1139), eines Streiters für die Kirchenreform, verfasst und daneben – doch ist dies umstritten – auch die Vita Theogeri, die er nach den Erinnerungen seines Abtes Erbo niederschrieb. Darüber hinaus waren noch Verbindungen nach Bamberg erhalten geblieben, so 1151/52, als Wolfger für den damaligen Bamberger Bischof Eberhard II. (1146–1172) Kanzleitätigkeiten ausführte. Nach 1173 ist Wolfger dann gestorben. Es bleibt noch zu erwähnen, dass Prüfening unter Abt Erbo einen kulturellen und wirtschaftlichen Aufschwung erlebte und Reformzentrum für einige Klöster – etwa Münchsmünster, Banz, Asbach, Göttweig oder Georgenberg – war. Auch Wolfger hat dazu seinen Beitrag geleistet.